# Allison Munn
Allison Munn (Columbia (South Carolina), 7 oktober 1974) is een Amerikaanse actrice.

## Biografie
Munn werd op vroege leeftijd door haar moeder aangemoedigd om lessen te nemen in dansen en zingen. Zij heeft de high school doorlopen aan de AC Flora High School in Forest Acres en hierna ging zij studeren aan de College of Charleston in Charleston (South Carolina). Na haar studie verhuisde zij naar New York waar zij haar acteercarrière begon in off-Broadway theaters. Munn wilde na het theaterwerk ook acteren voor televisie en begon met kleine rollen, zij verhuisde naar Los Angeles om haar carrière een impuls te geven.
Munn is vanaf 2007 getrouwd en heeft hieruit een zoon (2011), zij woont nu met haar gezin in Los Angeles.

## Filmografie

### Films
Uitgezonderd korte films.
- 2020 Know Your Ballot CA: Prop 15 - als lid van de samenleving
- 2017 Nickelodeon's Sizzling Summer Camp Special - als Carly Calhoun
- 2014 Where the Devil Hides - als Catherine
- 2010 Wright vs. Wrong – als Tami Manly
- 2009 Untitled Family Pilot – als Jillian
- 2007 Farm Girl in New York – als Mary
- 2005 A Couple of Days and Nights – als Tequila
- 2005 Elizabethtown – als Charlotte
- 2003 Sweet Potato Queens – als ??
- 2002 White Oleander – als Hannah
- 2002 Local Boys – als Allison
- 2002 St. Sass – als Kimmy

### Televisieseries
Uitgezonderd eenmalige gastrollen.
- 2020 Family Guy - als diverse stemmen - 3 afl.
- 2020 The Big Show Show - als Cassy - 10 afl.
- 2014 - 2018 Nicky, Ricky, Dicky & Dawn - als Anne Harper - 84 afl.
- 2009 – 2012 One Tree Hill – als Lauren – 20 afl.
- 2008 Overkill – als Carrie - 3 afl.
- 2007 – 2008 Carpoolers – als Cindy – 13 afl.
- 2001 – 2006 That '70s Show – als Caroline - 10 afl.
- 2003 – 2006 What I Like About You – als Tina Haven – 59 afl.
- 2001 2gether: The Series – als Cindy – 2 afl.
- 1999 – 2000 Now and Again – als Gretchen – 2 afl.